# Urosigalphus chalcodermi
Urosigalphus chalcodermi är en stekelart som beskrevs av Wilkinson 1930. Urosigalphus chalcodermi ingår i släktet Urosigalphus och familjen bracksteklar. Inga underarter finns listade i Catalogue of Life.